# Aeneator
Um aeneator (em latim: aēneātor ou ahēneātor) refere-se a um intérprete profissional de instrumentos de sopro da Roma Antiga que eram incorporados a unidades militares do exército romano. A palavra deriva do latim aēneus ou ahēneus que significa "bronze", a partir de aes, "liga de cobre".

## Função dos aeneatores em batalha
Enquanto o tamanho das unidades militares individuais romanas, as alas, poderia variar, qualquer Ala teria feito uso extensivo de sinalizações comunicativas, tanto acústicas como visuais, e possuíam um porta-estandarte designado (vexilário) e pelo menos um aeneator. Os aeneatores utilizavam vários instrumentos, incluindo a bucina, corno, tuba e lítuo. Para além das suas funções em batalha, os aeneatores eram também instrumentista durante procissões e jogos, particularmente nas marchas de regresso a casa após a guerra.

## Diferentes categorias de aeneatores
Aeneatores que tocavam um corno (um aerofone em forma de G feito de bronze) eram conhecidos como cornicines; aqueles que sopravam uma tuba (um aerofone reto de bronze com uma ligeira dilatação na saída) eram conhecidos como tubicines; aqueles que tocavam um biccina (um aerofone em forma de C feito de bronze, prata ou corno animal) eram conhecidos como bucinadores. Os cornicines e tubicines executavam principalmente a simples sinalização táctica no campo de batalha e, portanto, não lhes eram concedidos estatutos especiais na unidade militar.
Estes realizavam deveres na chamada dos quartéis, tal como outros soldados recrutados geralmente faziam. Em contrapartida, o bucinator era visto como um membro especialmente qualificado da unidade, capaz de realizar um repertório mais amplo de sons e desempenhava uma variedade de deveres cerimoniais. Várias unidades concediam aos bucinadores a condição de imunes (immunis), e havia inclusive bucinadores equestres que serviam como corneteiros da cavalaria.

## Outros usos não militares de aerofones
Os aeneatores não foram os únicos intérpretes qualificados ou especializados em instrumentos de sopro na antiga cultura romana. Existiam outros aerófonos romanos e seus usos fora do contexto militar, como são exemplo: o aulo, bucina, Cornicen, hidraulo, tuba.